# Nová synagoga (Libeň)
Nová libeňská synagoga stojí v Praze 8 na křižovatce Palmovka. Dnes je sporadicky využívána ke kulturním účelům, několikrát do roka je využívána členy pražské židovské obce, hlavně Českou unií židovské mládeže, ke svému původnímu účelu, tj. k bohoslužbě, naposledy například oslavu svátku Pesach na jaře 2019/5779.

## Vznik libeňské židovské obce
Po prohrané válce s Prusy, kdy panovnice Marie Terezie ztratila téměř celé Slezsko, se její zloba obrátila právě proti Židům. Nařkla je z toho, že „měli nepříteli nápomocni býti“ a vydala edikt o vypovězení Židů, nejprve roku 1744 z Prahy, o rok později (1745) i z celých Čech. Vypovězení mělo nabýt účinnosti v pětačtyřiceti dnech, uvádí se, že tehdejší pražské ghetto opustilo za tu dobu přes 10 000 jeho obyvatel, což byla v té době celá čtvrtina obyvatel města. Židé se mohli usadit nejméně 2 hodiny cesty od bran města, tam museli trávit noc a do města mohli pouze přes den; vyřizovat si formality potřebné k vystěhování. Ke skutečnému vypovězení ale nakonec nedošlo, jelikož Praha byla tak závislá na finančních operacích Židů, že po jejich vyhnání naprosto ztratila význam obchodní křižovatky a Marie Terezie byla na nátlak všemožných institucí a stavů (za Židy se přimluvil dokonce i papež) nucena roku 1748 pozvat Židy zpět. Několik desítek rodin však již bylo zabydleno v Libni a tak vzniklo ghetto zde.

## Ghetto a Stará synagoga

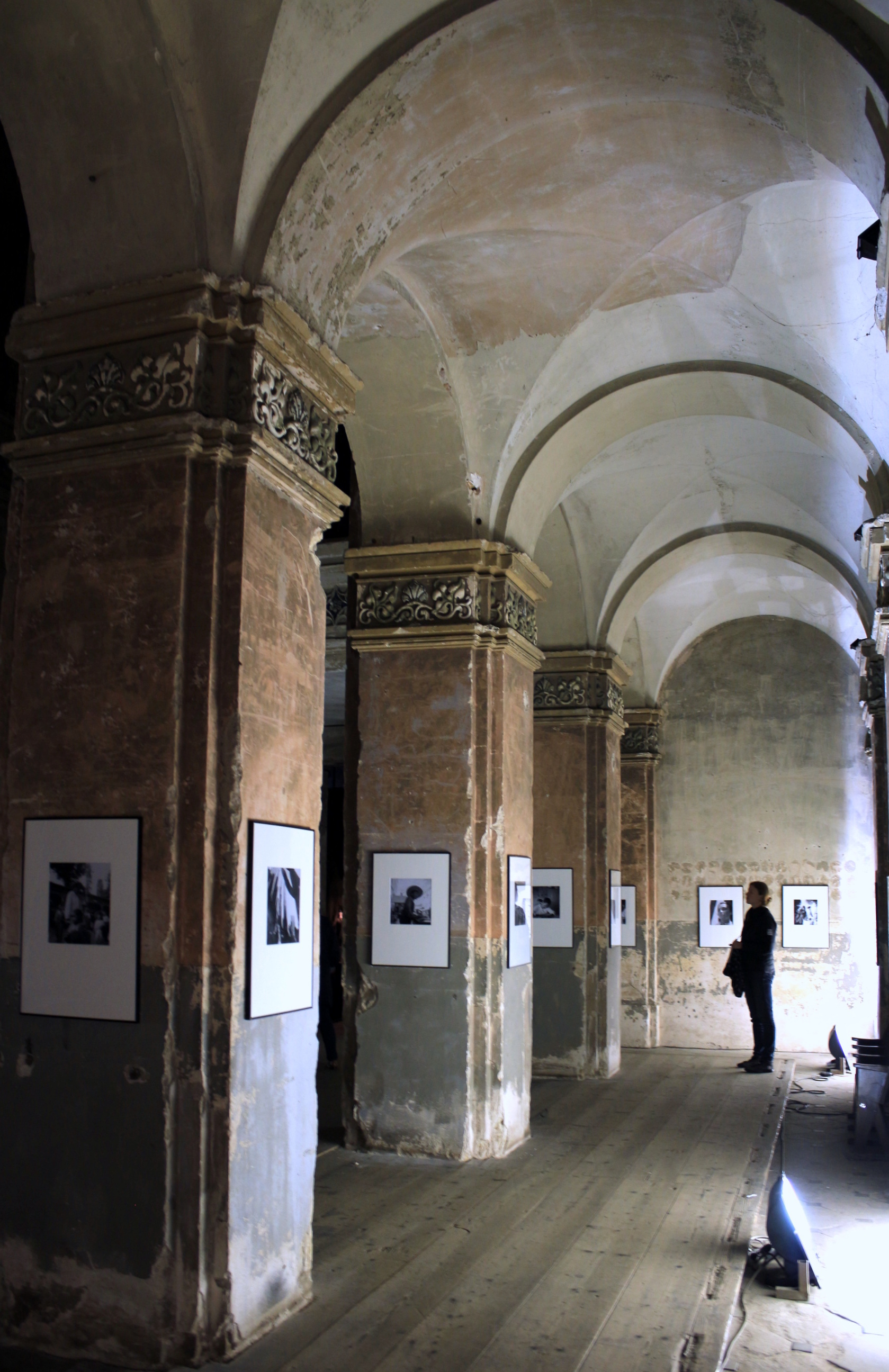
Ochoz synagogy s výstavou fotografií, podzim 2017

Ačkoliv se Židé nakonec vrátit mohli, libeňská židovská obec se stala druhým nejvýznamnějším židovským centrem na území dnešní Prahy. Dnes již neexistující libeňské ghetto se rozkládalo mezi dnešními ulicemi Voctářovy, Koželužské a Vojenovy a již zaniklých Jirchářské a Kožní. V Koželužské ulici, která byla centrem ghetta, stávala stará synagoga, o které nemáme mnoho informací. Byla však – stejně jako celá židovská osada – v nevýhodně položeném místě, které byla často zaplavováno povodněmi z Vltavy. Zbořena byla až několik let po výstavbě nové, roku 1862.

## Nová synagoga
Základní kámen ke stavbě nové synagogy byl položen 23. listopadu 1846 za přítomnosti arcivévody Štěpána na výše položeném místě (právě kvůli hrozbě častých záplav), již mimo hranice původního ghetta. Stavba trvala dlouhých dvanáct let. Slavnostně vysvěcena byla roku 1858. Stavba byla postavena  v  římském antickém slohu Maxentiovy baziliky, s dekorem v novorománském slohu s orientálními prvky, v duchu tehdejšího romantického historismu, tehdy módního stylu. Od vstupní branky vedla alej s nízkými stromy až ke vchodu. Stavba samotná je cihlová, monolitní, dvoupodlažní, uzavřená sedlovou střechou. Fasáda měla původně daleko bohatší štukovaný dekor, který se však nedochoval. Interiér je členěn jako trojlodní bazilika s emporami (ženskými galeriemi) nad bočními loďmi, kopírující vnitřek římské stavby či raně křesťanského kostela. Stavba je orientována na Jeruzalém, v jehož směru je interiér uzavřen aronem.

## Synagoga před, během a po holocaustu

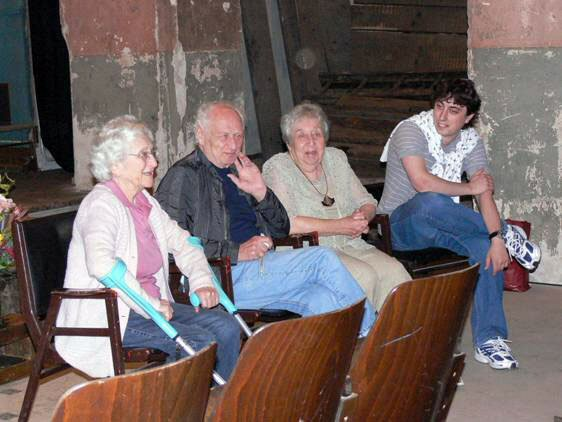
Synagoga na Palmovce během diskuse Davida Krause s pamětníky předválečné židovské Libně, spisovatelem Arnoštem Lustigem, jeho sestrou Hanou a malířkou Helgou Hoškovou-Weissovou v roce 2008.

Bohoslužby se zde konaly pro libeňské, karlínské a vysočanské občany židovského vyznání. K významným rabínům patřil například na sklonku 19. století Dr. Izák Kämpf. Sloužila nepřetržitě až do druhé světové války. Ve dvacátých a třicátých letech 20. století se bohoslužeb v synagoze účastnili například Vojtěch Rakous, František R. Kraus, Arnošt Lustig či Helga Hošková-Weissová, oba dva tehdy ještě jako děti. Oba dva jsou známými libeňskými rodáky. 
Spisovatel František R. Kraus vzpomenul libeňský templ v jedné ze svých povídek: 
| „                                      | Courali jsme tenkráte vždy mezi synagogou, která stála o něco dále vzadu v pěkném parčíku, a divadlem „U Deutschů“, kde Jóniclova matka, bachratá paní Sternová (její manžel byl šames v libeňském templu) hostila vždy nahoře v bytě veselou a usměvavou „božskou Mařenku“, pro kterou se později stříleli hrabata a knížata. Tenkráte její Veselá vdova uchvátila Prahu. Dlouhé týdny se mluvilo jen a jen o ní a Mařenka hrála v Libni operetu až do léta 1909, kdy jsme se chystali již do první třídy piaristické obecné školy. Výletů do Libně ubývalo, v divadelní provozovně, kam tak rád jako štamgast chodíval i náš Oesterreicher se ženou, byl zřízen jeden z prvních pražských biografů. | “ |
| — Povídky ze Svrabové čtvrti, str. 74. | |   |

V roce 1941 byla libeňská synagoga, stejně jako všechny ostatní v protektorátu, uzavřena a přeměněna na sklad konfiskovaného židovského majetku. Po druhé světové válce nebyly pro nedostatek věřících bohoslužby obnoveny, synagoga zůstala nadále skladištěm (ovoce, později kulisy blízkého Divadla pod Palmovkou). V 50. letech zde často pobýval jako kulisák Bohumil Hrabal. V uvolněné atmosféře 60. let 20. století synagogu oživovaly literární a filosofické debaty a workshopy Bohumila Hrabala, Egona Bondyho a Vladimíra Boudníka. Po revoluci roku 1989 byla synagoga vyklizena, zčásti opravena a částečně se začala využívat ke kulturním účelům; několikrát se zde konaly bohoslužby. Do budoucna se počítá s multifunkčním využitím; jednak pro kulturní účely, jednak pro častější konání bohoslužeb.

## Fotogalerie

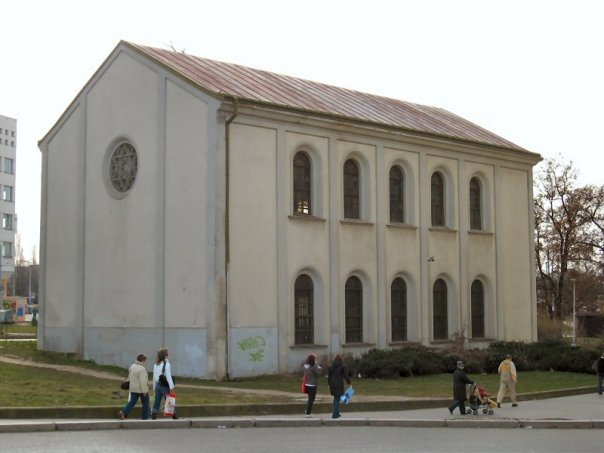
Libeňská synagoga od severovýchodu
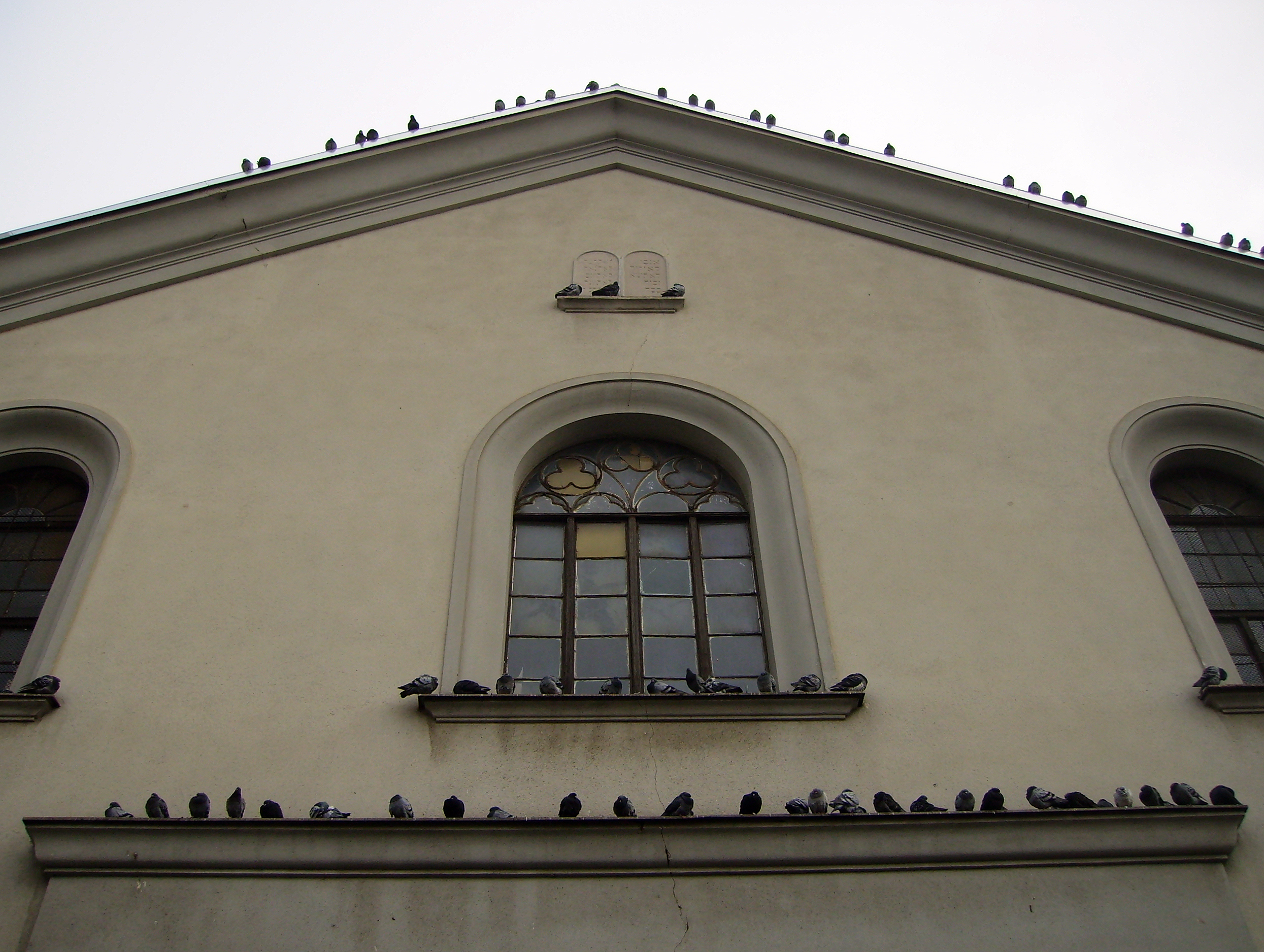
Západní průčelí synagogy
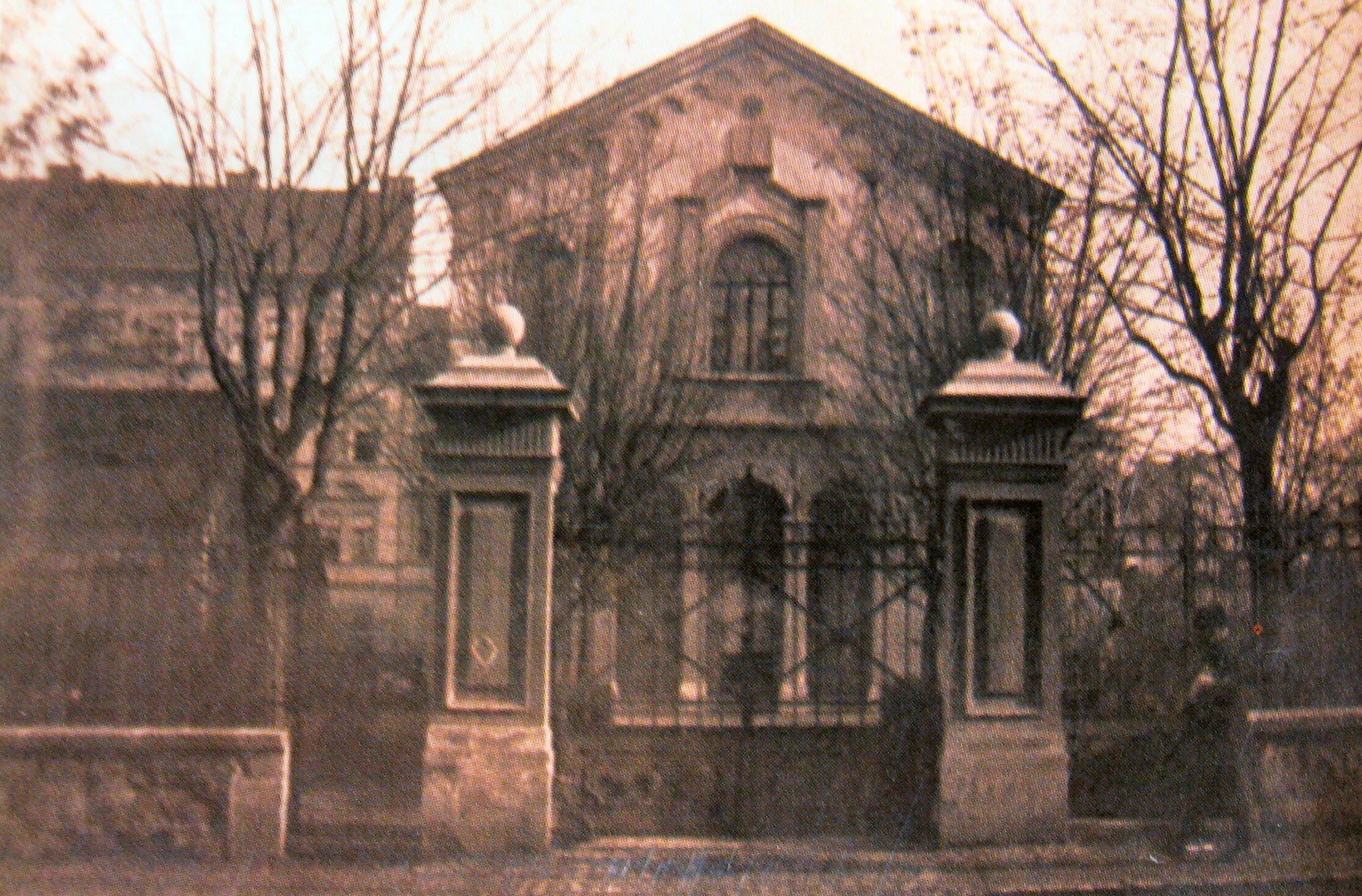
Dobová fotografie, přelom 19. a 20. stol.
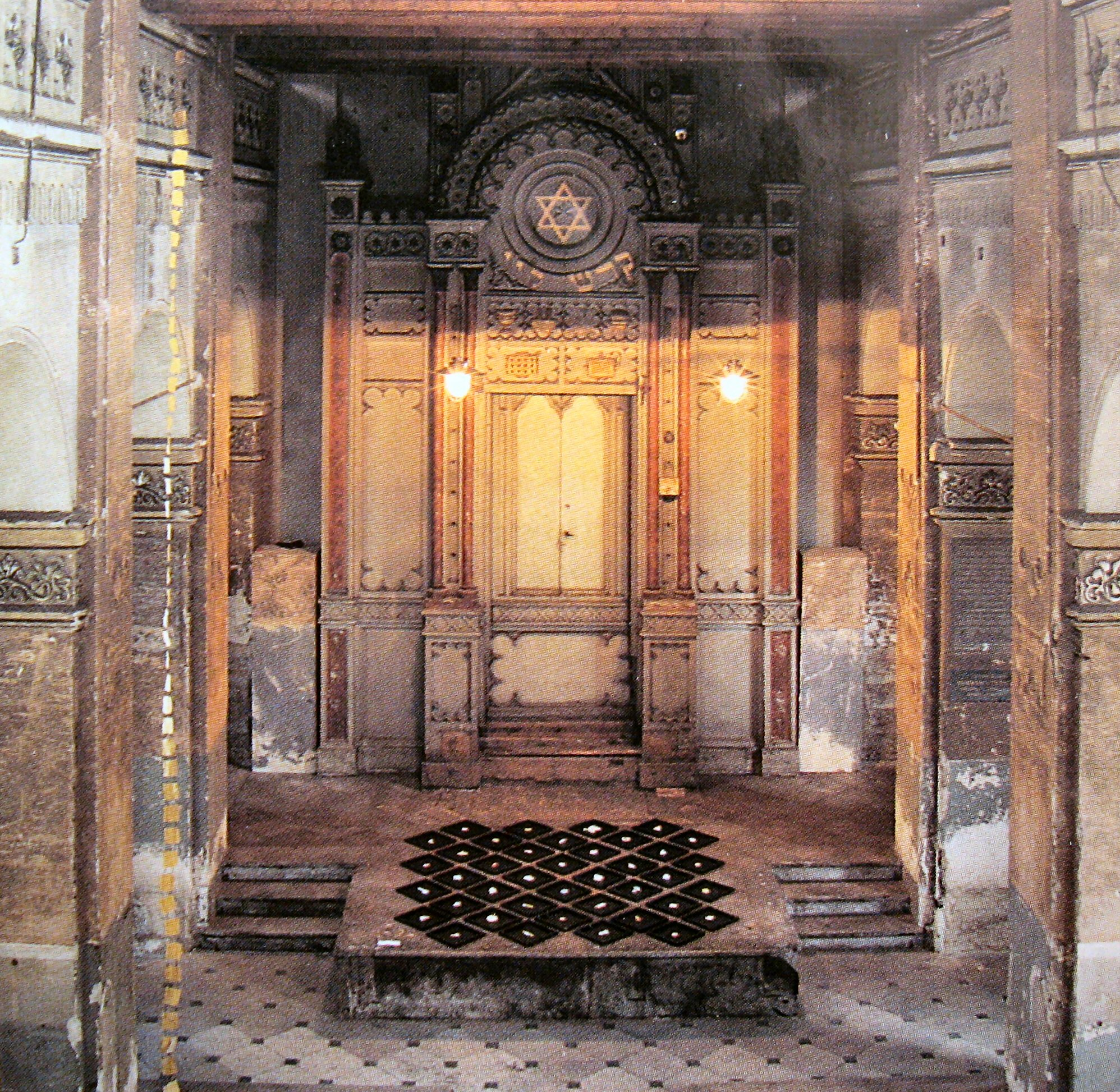
Interiér synagogy s aron ha-kodeš, kolem 2000
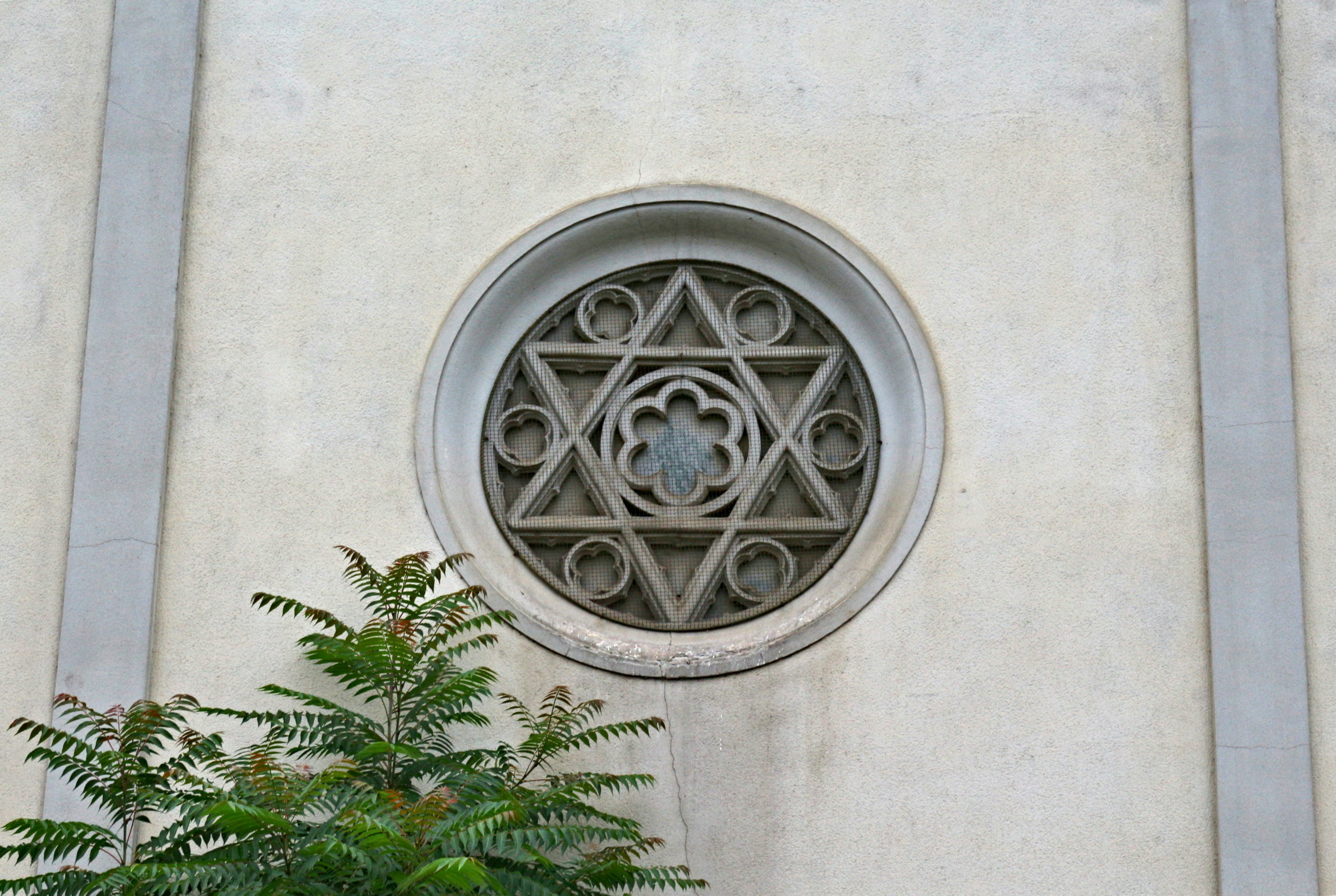
Detail rozetové vitráže okna na východni straně synagogy, nad aron ha kodeš